# Similia simililbus curantur
Similia simililbus curantur  лат.(изговор: симилја симилибус курантур) Слично се сличним лијечи.

## Значење
Ова изрека  објашњава хомеопатски начин лијечења. (Супстанца која изазива одређене симптоме болести код здравих људи лијечи  болести са сличним симптомима.)

## У српском језику
У српском језику се каже:
| „ | Клин се клином избија. | ” |

.